# Tofet

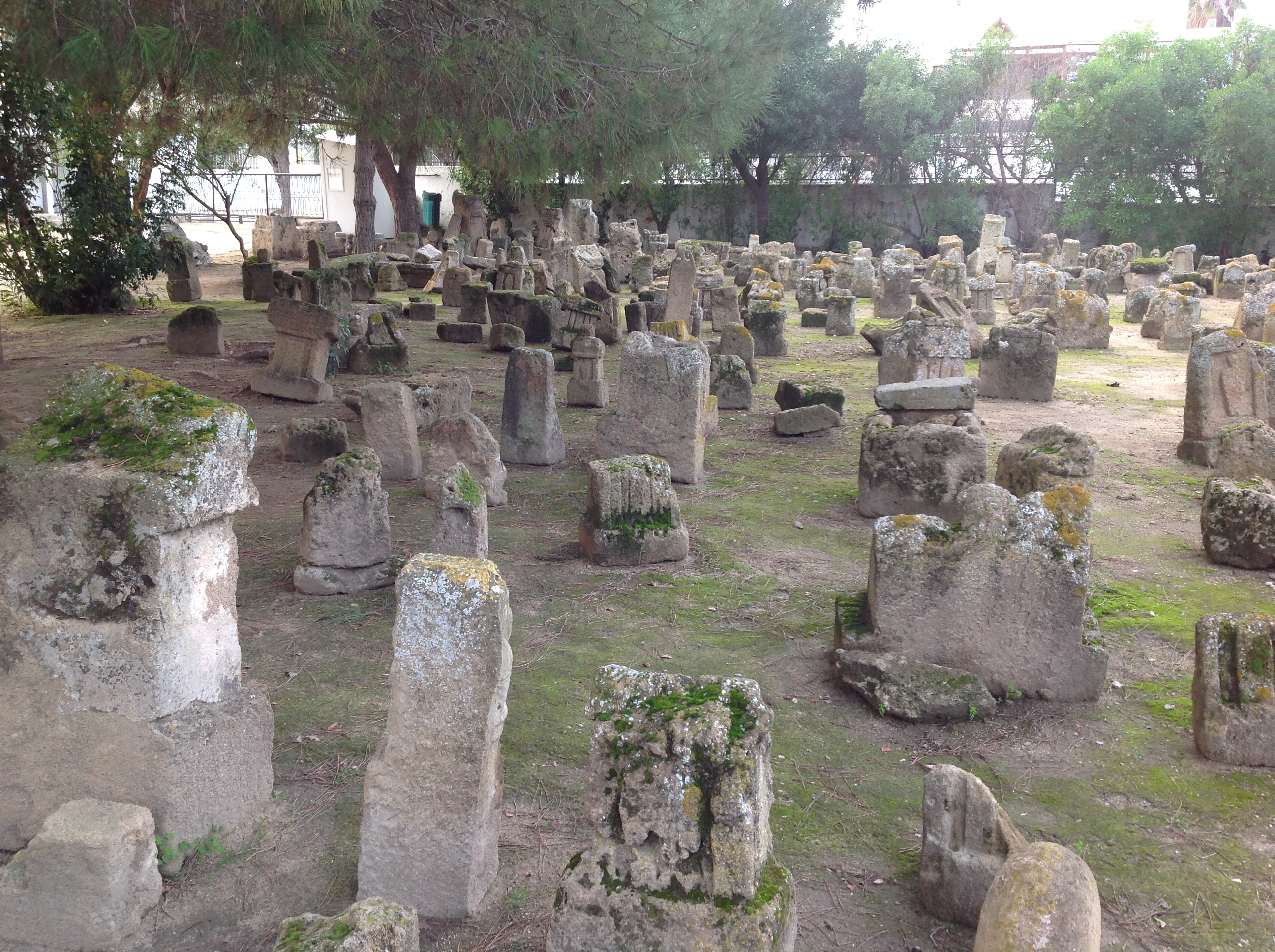
Tofet en Cartago

Tofet es un lugar cercano a Jerusalén donde, según el Antiguo Testamento, los israelitas sacrificaban a niños al dios Moloch, quemándolos vivos. Se cree que es un lugar específico en el Valle de la Gehena.
Por ejemplo:
”Y han edificado los lugares altos del Tofet, que está en el valle del hijo de Hinom, para quemar al fuego a sus hijos y a sus hijas, cosa que Yo (Yahvé) no les mandé, ni subió en mi corazón. Por tanto, he aquí vendrán días, ha dicho Yahvé, en que no se diga más Tofet, ni valle del hijo de Hinom, sino Valle de la Matanza; y serán enterrados en Tofet, por no haber lugar.” (Jeremías, 7, 31-32)
También se menciona en Jeremías 32, 35 y en II Reyes, 23, 10.
La práctica del sacrificio infantil fue prohibida por el rey Josías (II Reyes, 23,10). El valle se convirtió en un vertedero donde se arrojaban animales muertos, basura y los cadáveres de los criminales ejecutados. Ardían hogueras permanentes para mantener alejadas las epidemias.
El nombre se deriva posiblemente del hebreo toph = tambor, porque se utilizaba el ruido de tambores para ensordecer los llantos de los niños. También podría provenir del hebreo taph o toph, quemar. Sin embargo, este término no aparece en ninguna inscripción fenicia o púnica.
Por extensión, los arqueólogos aplican este término a las tumbas de incineración con restos infantiles carbonizados, depositados en urnas, que se han hallado en abundancia en Cartago y otras ciudades del Mediterráneo occidental bajo su influencia cultural, tales como Motya (Sicilia), Tharros (Cerdeña), y Hadrumeto / Susa (Túnez). 
El origen más probable de estos restos es el sacrificio ritual (molk), como ofrenda que los ciudadanos hacían a sus dioses, especialmente en las épocas de peligro extremo para la ciudad. Mencionaron esta práctica los historiadores clásicos Clitarco y Diodoro de Sicilia, pero otros muchos autores antiguos, conocidos por sus referencias críticas a los fenicios, y más tarde a los cartagineses, tales como Heródoto, Tucídides, Polibio o Tito Livio no dijeron una sola palabra al respecto.
Algunos autores, en cambio, defienden la hipótesis funeraria, que sostiene que se tratan de simples cementerios infantiles, donde serían inhumados los restos de los abortos y de los niños pequeños muertos por causas naturales. Hay que recordar aquí que la mortalidad infantil en esa época era muy elevada.
Una arqueóloga francesa, H. Bénichou-Safar, ha imaginado así como podría ser el sacrificio molk, apegándose al máximo a las evidencias arqueológicas encontradas, pero haciendo volar un poco la imaginación allí donde aquellas fallan:
”En el área del tofet, o en sus cercanías, se instala al aire libre una pequeña pira hecha con ramas de pino... en ella se deposita un recién nacido o un niño pequeño (a veces dos) boca arriba, en contacto directo con las ramas, o tal vez aislado de ellas mediante un cesto o algo similar. Va vestido o envuelto en una tela sujeta por alfileres. Nada permite adivinar si está vivo o muerto pero, si está vivo, sus miembros han sido trabados porque no se mueve. Se prende la hoguera. Antes de que empiece el proceso de cremación, a veces después, se deposita al lado del niño una parte o la totalidad de un animal recién nacido. No se atiza el fuego, sino que se orea para asegurar la combustión del conjunto. Cuando se considera que la carbonización es suficiente, se apagan las ascuas con un puñado de tierra o arena. (...) Llega el momento de llenar las urnas. Si es necesario, cenizas y brasas se enfrían y apagan con agua y, tras haber retirado el máximo de combustible, se vierten en la urna. Los huesos demasiado largos si es preciso se parten; luego, encima de las cenizas se dejan caer algunas joyas, collares de perlas y sobre todo amuletos, y después se cierra la urna con un plato vuelto o con una tapa de arcilla.” (H. Bénichou-Safar, “Sur l’incinération des enfants aux tophets de Carthage et de Sousse”, 1988).